# Mezőkövesd-Zsóry SE
O Mezőkövesd Zsóry, ou Mezőkövesd Zsóry Futball Club Kft., é um time de futebol húngaro, situado em Mezőkövesd, que disputa a primera divisão da Liga Húngara.
O clube manda os jogos no Városi Stadion, que tem capacidade para 4.165 pessoas.